# Сказание об Индийском царстве
«Сказание об Индийском царстве, послание пресвитера Иоанна к императору Мануилу» (другое название — «Послание царя индийского Иоанна к греческому царю Эммануилу») — памятник древнерусской литературы, представляющий собой перевод дошедшего до нас, в пространном латинском изложении времён крестовых походов, одноимённого византийского произведения XI—XII вв., написанного в виде послания индийского царя и одновременно священника-христианина Иоанна византийскому императору Мануилу, созданного будто бы в ответ на посольство царя Мануила в Индийскую землю с целью узнать о силе Индии и её чудесах. Стало основой для чёрной легенды на Западе о монголо-татарах.

## История
В Россию «Сказание об Индийском царстве» попало в XIII веке или XIV в. через Сербию. В литературном памятнике была сделана попытка собрать воедино все бытовавшие в устном народном предании о чудесах и богатствах индийского царства «царя и попа Иоанна», «поборника по православной вере Христовой». Тем не менее «царь-священник Иоанн» — лицо мифическое. Сказание дошло до наших дней в нескольких десятках списков относимых к XVII—XVIII вв. и ещё два списка датируемые XV в. Также известно около 40 списков XV—XIX вв., свидетельствующих о постоянной переработке произведения и его постепенном обрусении. Все они содержат вторую редакцию памятника. В. М. Истрин и М. Н. Сперанский доказали, что Мусин-Пушкинский сборник в который вошло Сказание находится древнейшая, т. н. первая редакция. Такой вывод исследователи сделали, сопоставив между собой краткий пересказ памятника, сделанный по Мусин-Пушкинскому списку Н. М. Карамзиным в «Истории государства Российского», с фрагментами «Александрии» второй редакции, также сохранившей чтения первой редакции.
Царь Иоанн предстаёт здесь полновластным господином необъятной и сказочно богатой страны, полной всяческими чудесами, а при этом также «поборником по православной вере Христовой». В литературе своего времени Сказание занимало, возможно, тоже место как в современной нам литературе — научная фантастика; но при всей своей фантастичности в XIII—XIV вв. это произведение каким-то образом должно было отвечать мечтам христиан Малой Азии и Восточной Европы о сильном православном государе, способном противостоять наступлению арабов-мусульман.
Образ царя-священника, почерпнутый из Сказании, был использован в XIV в. в «Повести о Митяе» для насмешки над незаконным наместником митрополичьего престола, Митяем-Михаилом. Бытует также мнение, хотя некоторые учёные его оспаривают, что влияние Сказания испытала и «Былина о Дюке Степановиче». Первая редакция Сказания сохранилась лишь в отрывке — в составе Сербской Александрии. Самые старые полные русские списки относятся ко второй половине XV века.
В 1874 году в нескольких номерах журнала «Филологические записки» была опубликована подробная статья Баталина Н. Н., посвящённая истории и сравнительному анализу русских и западных редакций «Сказания об Индейском царстве», известного в Европе как «Легенда о пресвитере Иоанне».

## Содержание
Повествование ведётся от имени Иоанна «царя и попа», у которого в подчинении 3300 царей. Иоанн заявляет о приверженности «православной вере» и описывает своё обширное царство, где есть «пѣсочное езеро», высокие горы и могила апостола Фомы.

### Народы царства
Немые, рогатые, великаны, трёхногие, четырёхрукие, шестирукие, скотоногие, люди-птицы, псоглавцы.

### Животные
Слоны, дромедары, верблюды, крокодилы, фениксы.